# سبرانية طبية حيوية

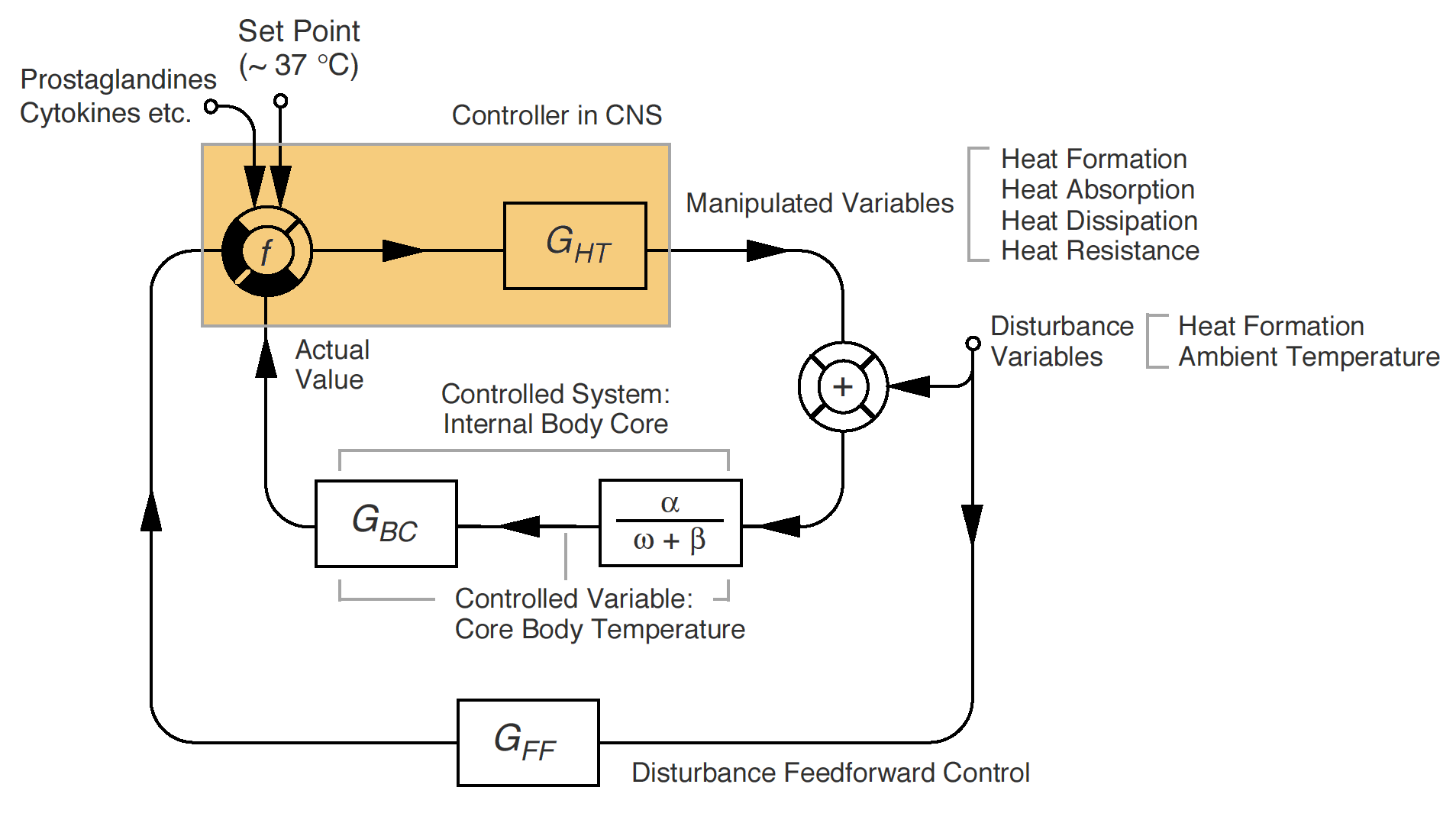

يتعامل علم السبرانية الطبية الحيوية (بالإنجليزية: Biomedical cybernetics) مع التحقق من معالجة الإشارات واتخاذ القرارات وأنظمة التحكم في الكائنات الحية. ويتم تطبيق مجال هذا البحث في علم الأحياء وعلم البيئة وعلوم الصحة.

## المجالات
- السبرانية الحيوية
- السبرانية الطبية

## الطرق
- الاتصالية
- نظرية القرار
- نظرية المعلومات
- علم الأنظمة
- نظرية الأنظمة

## وصلات خارجية
- Papers on biomedical cybernetics cited in CiteULike
- ResearchGate topic on biomedical cybernetics